# Pantoporia venilia
Pantoporia venilia is een vlinder uit de onderfamilie Limenitidinae en de familie Nymphalidae. De wetenschappelijke naam is gepubliceerd in 1758 door Linnaeus in de tiende editie van Systema naturae.